# Sanni Franssi
Sanni Maija Franssi (* 19. März 1995 in Riihimäki) ist eine finnische Fußballspielerin. Die Stürmerin steht seit 2020 beim spanischen Verein Real Sociedad unter Vertrag und spielte 2015 erstmals für die finnische Nationalmannschaft. Sie konnte in drei Ländern (Finnland, Italien und Dänemark) die Meisterschaft erringen.

## Karriere

### Verein
Franssi bestritt 2012 knapp einen Monat nach ihrem 17. Geburtstag ihr erstes Spiel in der Naisten Liiga für PK-35 Vantaa. Ihr Auftritt dauerte aber nur 24 Minuten. Es folgten fünf weitere Einsätze in der Saison, bei denen sie ein- oder ausgewechselt wurde und am Ende konnte sie ihre erste Meisterschaft feiern. Ein Jahr später hatte sie 20 Einsätze in der Liga, davon aber nur einen über 90 Minuten, in denen ihr aber drei Tore gelangen. Hinzu kamen fünf Einsätze in der UEFA Women’s Champions League 2013/14. Im Qualifikationsturnier hatten sie Heimrecht und im ersten Spiel wurde sie gegen ŽFK Biljanini Izvori 2010 in der 62 Minute eingewechselt und erzielte 14 Minuten später mit ihrem ersten CL-Tor den 11:1-Zwischenstand (Endstand 13:1). Nach einem torlosen Remis gegen Pärnu JK konnten sie sich durch einen 2:1-Sieg gegen PAOK Thessaloniki für die K.-o.-Runde qualifizieren. Hier verloren sie aber das Heimspiel, bei dem sie erstmals über die volle Spielzeit mitwirkte, mit 0:3 gegen Birmingham City LFC und das Rückspiel mit 0:1. In der Saison 2014 war sie mit 17 Toren zusammen mit Adelina Engman beste Torschützin der ersten Punktspielrunde. Nach dieser Runde lagen sie auf Platz 2 hinter Åland United, konnten dann aber in der Finalrunde noch Platz 1 erobern, wozu sie aber nur noch ein Tor beitrug, und die nächste Meisterschaft feiern. 2015 konnten sie den Titel verteidigen, wozu sie neun Tore beisteuerte. In der Qualifikation für die UEFA Women’s Champions League 2015/16 hatten sie wieder Heimrecht und konnten dieses für drei Siege mit insgesamt 20:1 Toren nutzen, wozu sie drei beitrug. Im Sechzehntelfinale verloren sie aber zunächst daheim mit 0:2 und dann auswärts mit 0:7 gegen den FC Rosengård.
In der Saison 2016 war sie mit 20 Toren beste Torschützin der ersten Punktspielrunde. Vor Beginn der Finalrunde wechselte sie aber zum FC Zürich Frauen in die Schweiz, für den sie sieben Spiele in der UEFA Women’s Champions League 2016/17 bestritt und bis ins Achtelfinale kam. Dort schieden sie aber mit insgesamt 0:17 Toren gegen Titelverteidiger Olympique Lyon aus. Mit Zürich reichte es dann noch zum Schweizer Vizedouble.
Im Juli 2017 kehrte sie zu PK-35 zurück, bestritt vier Liga-Spiele sowie drei Spiele in der erfolglosen Qualifikation für die UEFA Women’s Champions League 2017/18 und wechselte dann in den sonnigen Süden zum italienischen Erstliga-Neuling Juventus Turin. Für die Juve-Frauen bestritt sie 21 Spiele und war mit zehn Toren nach der Schottin Lana Clelland zweitbeste ausländische Torschützin.
Aber nach nur einer, durch die Meisterschaft gekrönten Saison, zog es sie wieder in nördlichere Gefilde, diesmal nach Dänemark zu Fortuna Hjørring. In der ersten Saison war sie auch hier zweitbeste ausländische Torschützin – nun hinter der Brasilianerin Tamires.  Zudem konnte sie dort mit dem Pokalsieg einen weiteren Titel holen, dem in der zweiten Saison auch noch die Meisterschaft folgte, diesmal als beste ausländische Torschützin. Die Auftritte in der UEFA Women’s Champions League waren dagegen weniger erfolgreich. 2018/19 verloren sie im Sechzehntelfinale zweimal mit 0:2 gegen die Frauen des AC Florenz, 2019/20 erreichten sie zwar das Achtelfinale, verloren da aber mit 0:4 und 0:7 gegen Lyon.
Nach der COVID-19-bedingten längeren Spielpause wechselte sie im Oktober auf die iberische Halbinsel zu Real Sociedad. In der Saison 2021/22 belegte sie mit dem Verein den zweiten Platz und kann an der Qualifikation zur UEFA Women’s Champions League 2022/23 teilnehmen.

### Nationalmannschaft
Franssi hatte in den erfolglos verlaufenen Qualifikationen für die U-17-Fußball-Europameisterschaft der Frauen 2012 drei Kurzeinsätze und für die U-19-Fußball-Europameisterschaft der Frauen 2014 sechs Einsätze mit zwei Toren beim einzigen Sieg in der zweiten Qualifikationsrunde. Ein Jahr zuvor hatte sich die U-19 aber für die U-20-Fußball-Weltmeisterschaft der Frauen 2014 in Kanada qualifiziert, für die dann auch Franssi nominiert wurde. Sie hatte dort aber nur drei Kurzeinsätze von insgesamt 41 Minuten und schied nach drei Niederlagen in den Gruppenspielen mit der Mannschaft aus.
In der Qualifikation für die EM 2017 hatte sie vier Einsätze in der A-Nationalelf. Durch eine 2:3-Niederlage gegen Portugal, bei der sie ihre Mannschaft mit ihrem ersten A-Länderspieltor mit 2:0 in Führung gebracht hatte, verpassten sie die Playoffs der Gruppenzweiten und damit als einziger Teilnehmer von 2013 die Endrunde. In der ebenfalls misslungenen Qualifikation für die WM 2019 hatte sie sieben Einsätze, wobei sie sechsmal aus- und einmal eingewechselt wurde. Im Februar 2021 qualifizierten sich die Finninnen dann wieder für eine Endrunde. In der Qualifikation kam sie in allen acht Spielen zum Einsatz mit vier Spielen über 90 Minuten. In den ersten sechs Spielen der Qualifikation für die WM 2023 wurde sie eingesetzt und erzielte ein Tor. Am 9. Juni 2022 wurde sie für die EM-Endrunde nominiert.

## Erfolge
PK-35 Vanta
- Finnische Meisterin 2012, 2014, 2015
- Finnische Pokalsiegerin 2012, 2013

Juventus Turin
- Italienische Meisterin 2017/18

Fortuna Hjørring
- Dänische Meisterin 2019/20
- Dänische Pokalsiegerin 2018/19